# Грумбахская ссора
Грумбахская ссора (нем. Grumbachsche Händel) — эпизод в истории эрнестинских Веттинов, приведший к тому, что в 1567 году герцог Саксен-Кобург-Эйзенахский Иоганн-Фридрих II Средний был подвергнут пожизненному заточению.
В 1485 году в результате Лейпцигского раздела дом Веттинов разделился на эрнестинскую и альбертинскую линии. титул курфюрста Саксонского при этом остался за старшей, эрнестинской линией. В 1547 году курфюрст Иоганн-Фридрих Великодушный потерпел поражение при Мюльберге от императора Карла V и проиграл Шмалькальденскую войну. По условиям виттенбергской капитуляции курфюршество Саксония перешло к альбертинской линии. После смерти Иоганна-Фридриха в 1554 году три его сына — Иоганн-Фридрих II Средний, Иоганн Вильгельм и Иоганн-Фридрих III Младший — вначале правили вместе. После смерти младшего брата в 1565 году старшие произвели раздел земель. Иоганн-Фридрих получил Кобург и Эйзенах, а Иоганн Вильгельм — Веймар.
Иоганн-Фридрих избрал своей резиденцией Готу. Его целью было вернуть утраченный его отцом титул курфюрста. На почве этой идеи он сблизился с рыцарем Вильгельмом Грумбахом, известным нарушителем общественного спокойствия. Некий «ангеловидец» Ханс Таузендшён утверждал, что ему являлись ангелы и предсказывали возрождение эрнестингского дома. Это, по мнению Грумбаха, означало, что желаемой цели удастся достичь без применения военной силы. При императоре Максимилиане II, в связи с неоднократным отказом выдать Грумбаха, Иоганн-Фридрих был осужден на изгнание из империи (нем. Reichsacht). Исполнителем этой имперской экзекуции был назначен курфюрст Август из альбертинской линии. Его войска осадили готский замок Гримменштайн. К экзекуции также присоединился брат осаждённого, Иоганн Вильгельм.
В конце концов Иоганн-Фридрих был вынужден сдаться. В плену в Австрии он провёл 29 лет до своей смерти. Грумбах был четвертован на рыночной площади Готы. Курфюрст Август на доходы от Готы отчеканил на своём дрезденском монетном дворе памятный талер с намеренно увеличенным курфюрстским щитом и латинской надписью.
Земли Иоганна-Фридриха находились под управление его брата до 1572 года, когда они были переданы сыновьям Иоганна-Фридриха.
Историю этого конфликта в четырёх томах в 1869—1870 издал Ф. Ортлофф.